# DOGTV
DOGTV，是一个于2012年2月在美国开播的数字电视付费频道，由罗恩·李维（Ron Levi）创办，专门为家庭宠物狗二十四小时播出娱乐性电视节目。所播出的画面经动物行为学家研究后，调试为犬类动物肉眼可以识别的颜色。电视节目中每一个片段时常大约为3—6分钟。其内容主要是包含自然景观及轻音乐的娱乐节目、能够刺激狗大脑使其兴奋的节目、展现狗日常生活场景的节目（敲响门铃、汽车经过）等。DOGTV的创立旨在让独自在家的宠物狗丰富生活，不至于无聊到啃主人的枕头。该电视频道受到了其支持者的好评，在美国加利福尼亚州埃斯孔迪多的一个动物收容所取得良好反响。目前，DOGTV已经基本上覆盖到了全美国。该节目也受到了许多争议和批评。
DOGTV在创立之初仅由考克斯通讯公司和时代华纳代理，且仅在圣地亚哥地区播出。而在2013年8月1日，DirecTV正式获得授权，在354付费频道播出DOGTV节目。该付费频道每月的订阅费用为4.99美元，但可能在将来会有变化。DOGTV在YouTube上提供免费的样片试看。

## 国际推广
运营商考虑将DOGTV推广到国际，目前正准备进军韩国和日本。但暂没有进入中国大陆或台湾市场的计划。
2017年4月，香港已經由ViuTVsix購買DOGTV播放。